# جائزة إيطاليا الكبرى للدراجات النارية 2005
جائزة إيطاليا الكبرى للدراجات النارية 2005 هو سباق دراجات نارية أقيم بتاريخ 5 يونيو 2005 في حلبة موجيلو. كان الجولة الخامسة من أصل 17 في سباق الجائزة الكبرى للدراجات النارية موسم 2005. فاز الإيطالي فالنتينو روسي بفئة الموتو جي بي بينما جاء الإيطالي ماكس بياجي في المركز الثاني وحصل على المركز الثالث الإيطالي لوريس كابيروسي.

## وصلات خارجية
- الموقع الرسمي